# Stazione di Borgo Fornari per Voltaggio
La stazione di Borgo Fornari per Voltaggio è una fermata ferroviaria della linea Torino - Genova. Sorge in piazza II Giugno nel centro abitato di Borgo Fornari, frazione di Ronco Scrivia, ma serve anche il centro abitato di Voltaggio.

## Storia
La fermata era in origine denominata "Borgo Fornari"; nel 1948 la stessa assunse la nuova denominazione di "Borgo Fornari per Voltaggio".
La località di Voltaggio dista circa 11 km dalla Stazione.
Era stato, per un periodo nella lista delle stazioni impresenziate che vengono concesse in comodato d'uso gratuito a comuni o associazioni per il riutilizzo, ma ad oggi il fabbricato viaggiatori risulta convertito in abitazione privata.

## Strutture ed impianti
L'impianto è gestito da Rete Ferroviaria Italiana e dotato di due binari passanti, un sottopassaggio pedonale, due banchine d'attesa e una sala d'aspetto.

## Movimento
La fermata è servita da treni regionali svolti da Trenitalia nell'ambito del contratto di servizio stipulato con la Regione Liguria.

## Servizi
L'impianto è classificato da RFI, per fini commerciali, nella categoria silver.

La stazione dispone di:
- Sala d'attesa

## Interscambi
- Parcheggio
- Fermata autobus

Le linee degli Autobus Provinciali sono gestite da AMT Genova.